# Jurkiwci (obwód czerniowiecki)
Jurkiwci (ukr. Юрківці) – wieś na Ukrainie, w obwodzie czerniowieckim, w rejonie czerniowieckim, siedziba hromady. Liczy 1846 mieszkańców.